# Echipa națională de handbal feminin a Islandei
Echipa națională de handbal feminin a Islandei reprezintă Islanda în competițiile internaționale de handbal oficiale sau amicale rezervate echipelor naționale. Echipa s-a calificat la Campionatul European de Handbal Feminin din 2010, unde a terminat pe locul al 15-lea. A fost prima dată când naționala de handbal feminin a Islandei a participat într-o competiție internațională.
Următorul turneu la care Islanda s-a calificat a fost Campionatul Mondial de Handbal Feminin din 2011, desfășurat în Brazilia. Echipa Islandei a participat apoi la calificările pentru Campionatul European din 2012, care trebuia să aibă loc în Olanda. După ce Federația Olandeză de Handbal a anunțat că nu mai poate găzdui competiția, echipa națională de handbal feminin a Olandei a fost descalificată de EHF, iar Islanda s-a calificat primind locul rămas vacant, deoarece avea cele mai multe puncte acumulate dintre toate echipele clasate pe locul al treilea în cele șapte grupe.

## Palmares

### Campionatul Mondial
- 2011: locul 12

### Campionatul European
- 2010: locul 15
- 2012: locul 15

## Echipa
Lista cuprinde echipa Islandei care a participat la Campionatul European din 2012, iar statisticile sunt valabile la data de 4 decembrie 2012:
Antrenor principal: Águst Þór Jóhannsson
| Nr. | Post            | Nume                       | Data nașterii (vârstă) | Înălțime | Selecționări | Goluri | Club                |
| --- | --------------- | -------------------------- | ---------------------- | -------- | ------------ | ------ | ------------------- |
| 1   | Portar          | Guðný Jenny Ásmundsdóttir  | 28 februarie 1982      | 1,75 m   | 34           | 1      | Valur Reykjavík     |
| 2   | Coordonator     | Karen Knútsdóttir          | 4 februarie 1990       | 1,67 m   | 49           | 137    | HSG Blomberg-Lippe  |
| 3   | Pivot           | Arna Sif Pálsdóttir        | 5 ianuarie 1988        | 1,84 m   | 79           | 88     | Aalborg DH          |
| 4   | Extremă dreapta | Þórey Rósa Stéfansdóttir   | 14 august 1989         | 1,67 m   | 40           | 83     | Team Tvis Holstebro |
| 5   | Inter dreapta   | Rut Arnfjörð Jónsdóttir    | 21 iulie 1990          | 1,76 m   | 58           | 107    | Team Tvis Holstebro |
| 7   | Coordonator     | Rakel Dögg Bragadóttir     | 24 mai 1986            | 1,78 m   | 83           | 252    | UHF Stjarnan        |
| 8   | Inter stânga    | Stella Sigurðardóttir      | 30 martie 1990         | 1,81 m   | 56           | 168    | Fram Reykjavík      |
| 9   | Extremă stânga  | Dagný Skúladóttir          | 10 mai 1980            | 1,68 m   | 106          | 262    | Valur Reykjavík     |
| 13  | Extremă stânga  | Ásta Birna Gunnarsdóttir   | 29 octombrie 1984      | 1,65 m   | 69           | 81     | Fram Reykjavík      |
| 14  | Inter stânga    | Hrafnhildur Skúladóttir    | 9 august 1977          | 1,77 m   | 157          | 607    | Valur Reykjavík     |
| 15  | Extremă dreapta | Hanna Guðrún Stéfansdóttir | 11 februarie 1979      | 1,64 m   | 127          | 435    | UHF Stjarnan        |
| 17  | Pivot           | Anna Úrsula Guðmundóttir   | 1 mai 1985             | 1,81 m   | 88           | 210    | Valur Reykjavík     |
| 20  | Inter dreapta   | Jóna Margrét Ragnarsdóttir | 29 martie 1983         | 1,68 m   | 57           | 107    | UHF Stjarnan        |
| 21  | Inter dreapta   | Hildur Þorgeirsdóttir      | 11 martie 1989         | 1,78 m   | 21           | 11     | Blomberg-Lippe      |
| 22  | Inter stânga    | Ramune Pekarskyte          | 5 octombrie 1980       | 1,85 m   | 2            | 2      | Levanger Handball   |
| 30  | Portar          | Dröfn Haraldsdóttir        | 8 aprilie 1991         | 1,70 m   | 0            | 0      | FH                  |